# Hoplitis premordica
Hoplitis premordica là một loài Hymenoptera trong họ Megachilidae. Loài này được Griswold mô tả khoa học năm 1998.